# Christine Donlon
Pour les articles homonymes, voir Christine et Donlon.
Christine Donlon, née à Reading au Massachusetts, est une actrice,réalisatrice, scénariste et productrice américaine.

## Filmographie

### Comme actrice
- 2010 : Goodnight Elizabeth (court métrage) : Elizabeth
- 2010 : Louie (série télévisée) : la femme de Jeff
- 2011 : Gossip Girl (série télévisée) : l'assistante du Casting
- 2012 : Douchebags (court métrage)
- 2012 : Witch Lake Manor (court métrage)
- 2011-2012 : Femme Fatales (série télévisée) : Violet MacReady (4 épisodes)
- 2012 : Indigo Children : Jenny
- 2012 : Reflection of the Life (court métrage) : Christine
- 2013 : How I Met Your Mother (série télévisée) : Toby
- 2013 : Professional Friend (série télévisée) : Annie (3 épisodes)
- 2014 : Two Dudes (court métrage) : Christine
- 2014 : Extant (série télévisée) : Karen
- 2014 : Franklin & Bash (série télévisée) : Jocelyn
- 2014 : CollegeHumor Originals (série télévisée)
- 2015 : Urban Foraging (court métrage) : la petite amie
- 2015 : Entourage : Paula
- 2015 : Agent X (série télévisée) : Allie
- 2015 : Month to Month (court métrage) : Lilith
- 2016 : Casual (série télévisée) : Beth
- 2016 : Swedish Dicks (série télévisée) : Nina
- 2016 : Awesome Pet Thoughts (série télévisée)
- 2017 : Bad Match : Rachel
- 2017 : Escape Room : Jess
- 2017 : In His Way (téléfilm) : Grace
- 2017 : Lay to Rest (court métrage) : Rachel
- 2018 : Animal Among Us : Penelope 'Poppy' Bishop
- 2016 : I Hate Your Laugh! (court métrage) : Cece
- 2018 : Nice Girls (court métrage) : Liz
- 2018 : Love in the Time of Irony : Chloe
- 2018 : The Long Way Home (court métrage) : Lilly
- 2018 : The Last Room : Lili
- 2018 : Auggie : Auggie commerciale
- 2018 : Mensonges et Vérité (court métrage) : Molly

### Comme scénariste
- 2012 : Femme Fatales (série télévisée) (1 épisode)
- 2018 : Nice Girls (court métrage)

### Comme réalisatrice
- 2018 : Nice Girls (court métrage)

### Comme productrice
- 2018 : Nice Girls (court métrage)